# Wat vindt Nederland?
Wat vindt Nederland? was een wekelijks spelprogramma. Op zaterdag 29 augustus 2009 was de eerste aflevering op RTL 4. De presentatie was tot 2013 in handen van Jack Spijkerman.
In Wat vindt Nederland? wordt de mening van Nederland gepeild over zeer uiteenlopende zaken, die de afgelopen week in het nieuws zijn geweest. Wekelijks gaan twee teams onder leiding van bekende Nederlanders die twee vrienden, familieleden, of kennissen bij zich hebben, de strijd met elkaar aan.
Sandra Schuurhof was tijdens de eerste vier seizoenen aanwezig als deskundige, en lichtte de onderzoeksresultaten toe. Op 7 november 2009 viel Margreet Spijker voor haar in vanwege een staatsbezoek van Koningin Beatrix aan Mexico. In seizoen 5 nam Jojanneke van den Berge het van haar over.
In 2017 keerde het programma terug bij SBS6 met Winston Gerschtanowitz als presentator en Sandra Schuurhof weer als deskundige.

## Presentatie
| Presentator             | Seizoen       | Seizoen       | Seizoen       | Seizoen       | Seizoen       | Seizoen       |
| Presentator             | 1             | 2             | 3             | 4             | 5             | 6             |
| Presentatoren           | Presentatoren | Presentatoren | Presentatoren | Presentatoren | Presentatoren | Presentatoren |
| ----------------------- | ------------- | ------------- | ------------- | ------------- | ------------- | ------------- |
| Jack Spijkerman         | Presentator   | Presentator   | Presentator   | Presentator   | Presentator   |               |
| Winston Gerschtanowitz  |               |               |               |               |               | Presentator   |
| Sandra Schuurhof        | Deskundige    | Deskundige    | Deskundige    | Deskundige    |               | Deskundige    |
| Jojanneke van den Berge |               |               |               |               | Deskundige    |               |
| Peter Heerschop         |               |               |               | Teamcaptain   |               |               |
| Katja Schuurman         |               |               |               | Teamcaptain   |               |               |
| Richard Kemper          |               |               |               |               | Teamcaptain   |               |
| Remco Veldhuis          |               |               |               |               | Teamcaptain   |               |
| Richard Groenendijk     |               |               |               |               |               | Teamcaptain   |
| Jörgen Raymann          |               |               |               |               |               | Teamcaptain   |

## Seizoen 1
Seizoen 1 liep van 29 augustus 2009 t/m 21 november 2009. Er keken gemiddeld 993.000 mensen per aflevering.

### Gasten
| #  | Datum             | Team   | Teamcaptain          | Gast 1              | Gast 2                  | Kijkcijfers       |
| -- | ----------------- | ------ | -------------------- | ------------------- | ----------------------- | ----------------- |
| 1  | 29 augustus 2009  | Team 1 | Linda de Mol         | Lies Visschedijk    | Jildou van der Bijl     | 1.104.000 kijkers |
|    |                   | Team 2 | Edwin Evers          | Jeroen Rietbergen   | Angelo van den Burg     |                   |
| 2  | 5 september 2009  | Team 1 | Dennis van der Geest | Elco van der Geest  | Cor van der Geest       | 1.061.000 kijkers |
|    |                   | Team 2 | Heleen van Royen     | Cynthia Panhuis     | Wilma Vergunst          |                   |
| 3  | 12 september 2009 | Team 1 | Tijl Beckand         | Martijn Oosterhuis  | Arthur Beckand          | 963.000 kijkers   |
|    |                   | Team 2 | Bridget Maasland     | Dennis Weening      | Theo                    |                   |
| 4  | 19 september 2009 | Team 1 | Humberto Tan         | Jan van Halst       | Frits Wester            | 911.000 kijkers   |
|    |                   | Team 2 | René van Kooten      | Lone van Roosendaal | Tommie Christiaan       |                   |
| 5  | 26 september 2009 | Team 1 | René Froger          | Jan des Bouvrie     | Ronnie                  | 813.000 kijkers   |
|    |                   | Team 2 | Michael Boogerd      | Nerena Ruinemans    | Rini Boogerd            |                   |
| 6  | 3 oktober 2009    | Team 1 | Rick Engelkes        | Jon van Eerd        | Elbe Stevens            | 776.000 kijkers   |
|    |                   | Team 2 | Ruben van der Meer   | Horace Cohen        | Jeroen                  |                   |
| 7  | 10 oktober 2009   | Team 1 | Daphne Deckers       | Veronique           | Nicole                  | 947.000 kijkers   |
|    |                   | Team 2 | Jochem van Gelder    | Sander van Gelder   | Eric van Onna           |                   |
| 8  | 17 oktober 2009   | Team 1 | Wilfred Genee        | Johan Derksen       | René van der Gijp       | 933.000 kijkers   |
|    |                   | Team 2 | Marlies Dekkers      | Sylvana Simons      | Annemarie van Gaal      |                   |
| 9  | 24 oktober 2009   | Team 1 | Sara Kroos           | Leon van der Zanden | Martijn Breebaart       | 1.168.000 kijkers |
|    |                   | Team 2 | Jeroen van der Boom  | Marc Forno          | Edwin van de Hoevelaken |                   |
| 10 | 31 oktober 2009   | Team 1 | Leco van Zadelhoff   | Lieke van Lexmond   | Estelle Gullit          | 998.000 kijkers   |
|    |                   | Team 2 | John van den Heuvel  | Ariane Meijer       | Mark Teurlings          |                   |
| 11 | 7 november 2009   | Team 1 | Kluun                | Christophe Vekeman  | Susan Smit              | 1.010.000 kijkers |
|    |                   | Team 2 | John Williams        | Marcel Auerbach     | Ronald Auerbach         |                   |
| 12 | 14 november 2009  | Team 1 | Loretta Schrijver    | Manuel Venderbos    | Hind Laroussi           | 1.332.000 kijkers |
|    |                   | Team 2 | Gordon               | Stacey van Leeuwen  | Wouter Drok             |                   |
| 13 | 21 november 2009  | Team 1 | Quinty Trustfull     | Lodewijk Hoekstra   | Thomas Verhoef          | 904.000 kijkers   |
|    |                   | Team 2 | Renate Verbaan       | Nicolette van Dam   | Froukje de Both         |                   |

## Seizoen 2

### Gasten
| #  | Datum            | Team   | Teamcaptain             | Gast 1                | Gast 2              | Kijkcijfers       |
| -- | ---------------- | ------ | ----------------------- | --------------------- | ------------------- | ----------------- |
| 1  | 9 januari 2010   | Team 1 | Simon Keizer            | Nick Schilder         | Jan Dulles          | 1.501.000 kijkers |
|    |                  | Team 2 | Eric van Tijn           | Stacey Rookhuizen     | Babette Labeij      |                   |
| 2  | 16 januari 2010  | Team 1 | Jeroen Latijnhouwers    | Helga van Leur        | Daphne Lammers      | 1.303.000 kijkers |
|    |                  | Team 2 | Maarten van der Weijden | Stefan Schoon         | Johan Kinkhuis      |                   |
| 3  | 23 januari 2010  | Team 1 | Robert ten Brink        | Charlotte ten Brink   | Richard             | 1.462.000 kijkers |
|    |                  | Team 2 | Caroline Tensen         | Natasja Froger        | Paulien Huizinga    |                   |
| 4  | 30 januari 2010  | Team 1 | Peter van der Vorst     | Bob Sikkes            | Marc van der Linden | 1.178.000 kijkers |
|    |                  | Team 2 | Lenette van Dongen      | Alfred van den Heuvel | Bodil van der Lee   |                   |
| 5  | 6 februari 2010  | Team 1 | Manuëla Kemp            | Suzanne Klemann       | Frédérique Spigt    | 1.045.000 kijkers |
|    |                  | Team 2 | Frans Weisglas          | Nelli Cooman          | Denise Jannah       |                   |
| 6  | 13 februari 2010 | Team 1 | Berget Lewis            | Richard Groenendijk   | Caroline            | 660.000 kijkers   |
|    |                  | Team 2 | Xander de Buisonjé      | Marianne              | Marten              |                   |
| 7  | 20 februari 2010 | Team 1 | Edsilia Rombley         | Ramon Beuk            | Johnny Kelvin       | 1.066.000 kijkers |
|    |                  | Team 2 | Frans Bauer             | Tatjana Šimić         | Jan de Hoop         |                   |
| 8  | 27 februari 2010 | Team 1 | Thomas Acda             | Paul de Munnik        | David               | 833.000 kijkers   |
|    |                  | Team 2 | Ellen ten Damme         | Urbanus               | Ilja                |                   |
| 9  | 6 maart 2010     | Team 1 | Tygo Gernandt           | Anniek Pheifer        | Mark Rietman        | 1.354.000 kijkers |
|    |                  | Team 2 | Isa Hoes                | Marc Klein Essink     | Ruben Lürsen        |                   |
| 10 | 13 maart 2010    | Team 1 | Frits Barend            | Barbara Barend        | Kim                 | 1.430.000 kijkers |
|    |                  | Team 2 | Naomi van As            | Eva                   | Ellen               |                   |
| 11 | 20 maart 2010    | Team 1 | Guido Weijers           | Patrick Kicken        | Pieter              | 1.429.000 kijkers |
|    |                  | Team 2 | Karin Bloemen           | Tineke Schouten       | Angela Groothuizen  |                   |

## Seizoen 3
Het derde seizoen van Wat vindt Nederland begon op 6 november 2010. Op 18 december 2010 werd er een special uitgezonden, genaamd "Wat vindt Nederland van 2010?". In deze extra lange aflevering, die anderhalf uur duurde in plaats van een uur, werden aan de twee teams hoogtepunten uit het nieuws van 2010 voorgelegd.

### Gasten
| #  | Datum                         | Team   | Teamcaptain            | Gast 1                  | Gast 2                | Kijkcijfers       |
| -- | ----------------------------- | ------ | ---------------------- | ----------------------- | --------------------- | ----------------- |
| 1  | 6 november 2010               | Team 1 | Angela Groothuizen     | Sven Figee              | Patty Zomer           | 1.224.000 kijkers |
|    |                               | Team 2 | Humberto Tan           | Frits Barend            | Leo Driessen          |                   |
| 2  | 13 november 2010              | Team 1 | Loretta Schrijver      | Quinty Trustfull        | Caspar Bürgi          | 1.295.000 kijkers |
|    |                               | Team 2 | Joris Linssen          | Jeroen Groenendijk      | Marcel van der Schot  |                   |
| 3  | 20 november 2010              | Team 1 | Mike Boddé             | Klaas van der Eerden    | Onno Innemee          | 1.135.000 kijkers |
|    |                               | Team 2 | Nicolette van Dam      | Kim-Lian van der Meij   | Jeroen van der Boom   |                   |
| 4  | 27 november 2010              | Team 1 | Gigi Ravelli           | Mark van Eeuwen         | Inge Schrama          | 1.417.000 kijkers |
|    |                               | Team 2 | Bastiaan Ragas         | Kluun                   | Robert Kranenborg     |                   |
| 5  | 4 december 2010               | Team 1 | Antje Monteiro         | John Vooijs             | Noortje Herlaar       | 1.484.000 kijkers |
|    |                               | Team 2 | Rick Brandsteder       | Nikkie Plessen          | Regina Romeijn        |                   |
| 6  | 11 december 2010              | Team 1 | Jan Kooijman           | Patrick Stoof           | Miryanna van Reeden   | 1.226.000 kijkers |
|    |                               | Team 2 | Ruud de Wild           | Jeroen Nieuwenhuize     | Barry Paf             |                   |
| 7  | 18 december 2010              | Team 1 | Bridget Maasland       | Peter van der Vorst     | John Williams         | 1.375.000 kijkers |
|    | Wat vindt Nederland van 2010? | Team 2 | Susan Smit             | Tijl Beckand            | Ruben van der Meer    |                   |
| 8  | 8 januari 2011                | Team 1 | Henk Schiffmacher      | Louise Schiffmacher     | Manuëla Kemp          | 1.193.000 kijkers |
|    |                               | Team 2 | Horace Cohen           | Sascha Visser           | Tygo Gernandt         |                   |
| 9  | 15 januari 2011               | Team 1 | Joep van Deudekom      | Rob Urgert              | Bastiaan Geleijnse    | 1.133.000 kijkers |
|    |                               | Team 2 | Barry Atsma            | Carolien Spoor          | Hadewych Minis        |                   |
| 10 | 22 januari 2011               | Team 1 | Epke Zonderland        | Johan Zonderland        | Herre Zonderland      | 1.123.000 kijkers |
|    |                               | Team 2 | Eddy Zoëy              | Daphne Deckers          | Dennis Weening        |                   |
| 11 | 29 januari 2011               | Team 1 | Albert Verlinde        | Edwin Rutten            | Alexandra Alphenaar   | 1.300.000 kijkers |
|    |                               | Team 2 | Gordon                 | Richy Brown             | Peter William Strykes |                   |
| 12 | 5 februari 2011               | Team 1 | Kees Boot              | Mike Weerts             | Freek Bartels         | 1.233.000 kijkers |
|    |                               | Team 2 | Hans Cornelissen       | Ellen Pieters           | Johnny Kraaijkamp jr. |                   |
| 13 | 12 februari 2011              | Team 1 | Renate Verbaan         | Bart Boonstra           | Frederik Brom         | 1.071.000 kijkers |
|    |                               | Team 2 | Jan Marijnissen        | Manja Smits             | Renske Leijten        |                   |
| 14 | 19 februari 2011              | Team 1 | Mirjam Sterk           | Sander de Rouwe         | Sabine Uitslag        | 1.210.000 kijkers |
|    |                               | Team 2 | Winston Gerschtanowitz | Marc van der Linden     | Leco van Zadelhoff    |                   |
| 15 | 26 februari 2011              | Team 1 | Alexander Pechtold     | Boris van der Ham       | Pia Dijkstra          | 1.066.000 kijkers |
|    |                               | Team 2 | Helga van Leur         | Peter Timofeeff         | Reinier van den Berg  |                   |
| 16 | 5 maart 2011                  | Team 1 | Nicolette Kluijver     | Geraldine Kemper        | Zarayda Groenhart     | 1.081.000 kijkers |
|    |                               | Team 2 | Peter Heerschop        | Viggo Waas              | Eddie B. Wahr         |                   |
| 17 | 12 maart 2011                 | Team 1 | Marc Dik               | Jeroen Snel             | Sofie van den Enk     | 1.021.000 kijkers |
|    |                               | Team 2 | Paul Groot             | Linda Wagenmakers       | Owen Schumacher       |                   |
| 18 | 19 maart 2011                 | Team 1 | Rob Witschge           | Martijn Reuser          | Richard Witschge      | 850.000 kijkers   |
|    |                               | Team 2 | Dennis van der Geest   | Ramon Beuk              | Tjeerd Oosterhuis     |                   |
| 19 | 26 maart 2011                 | Team 1 | Erica Terpstra         | Anouchka van Miltenburg | Annemarie Jorritsma   | 1.450.000 kijkers |
|    |                               | Team 2 | Astrid Kersseboom      | Annechien Steenhuizen   | Herman van der Zandt  |                   |

## Seizoen 4
Het vierde seizoen van Wat vindt Nederland begon op 5 november 2011. Het hele programma was vernieuwd met vaste teamcaptains: Katja Schuurman en Peter Heerschop.

### Gasten
| # | Datum            | Team       | Gast 1                | Gast 2              | Kijkcijfers       |
| - | ---------------- | ---------- | --------------------- | ------------------- | ----------------- |
| 1 | 5 november 2011  | Team Katja | Jan Kooijman          | Anne-Marie Jung     | 1.449.000 kijkers |
|   |                  | Team Peter | Sidney de Jong        | Viggo Waas          |                   |
| 2 | 12 november 2011 | Team Katja | Jörgen Raymann        | Kluun               | 1.463.000 kijkers |
|   |                  | Team Peter | Frank Lammers         | Renate Verbaan      |                   |
| 3 | 19 november 2011 | Team Katja | Bart de Liefde        | Filemon Wesselink   | 1.061.000 kijkers |
|   |                  | Team Peter | Sara Kroos            | Nicolien Sauerbreij |                   |
| 4 | 26 november 2011 | Team Katja | Robert de Hoog        | Sander de Heer      | 855.000 kijkers   |
|   |                  | Team Peter | Hadewych Minis        | Kees Boot           |                   |
| 5 | 3 december 2011  | Team Katja | Dennis van der Geest  | Lauren Verster      | 661.000 kijkers   |
|   |                  | Team Peter | Plien van Bennekom    | Jan van Halst       |                   |
| 6 | 10 december 2011 | Team Katja | Beau van Erven Dorens | Jack de Vries       | 913.000 kijkers   |
|   |                  | Team Peter | Minke Booij           | Frits Wester        |                   |
| 7 | 17 december 2011 | Team Katja | Paul Schnabel         | Birgit Schuurman    | 985.000 kijkers   |
|   |                  | Team Peter | Quinty Trustfull      | Boris van der Ham   |                   |

### Winnaars
- Aflevering 1: Team Katja
- Aflevering 2: Team Katja
- Aflevering 3: Team Katja
- Aflevering 4: Team Peter
- Aflevering 5: Team Peter
- Aflevering 6: Team Peter
- Aflevering 7: Team Katja

Katja - Peter (4-3)

## Seizoen 5
Het vijfde seizoen van Wat vindt Nederland begon op 5 januari 2013. Het was het eerste seizoen zonder Sandra Schuurhof als deskundige; Jojanneke van den Berge nam deze functie van Sandra over. Verder waren er twee nieuwe vaste teamcaptains gekomen, namelijk het cabaretduo Veldhuis & Kemper. Tevens was het decor en de leader vernieuwd.

### Gasten
| # | Datum            | Team         | Gast               | Kijkcijfers       |
| - | ---------------- | ------------ | ------------------ | ----------------- |
| 1 | 5 januari 2013   | Team Remco   | Froukje de Both    | 1.028.000 kijkers |
|   |                  | Team Richard | Charly Luske       |                   |
| 2 | 12 januari 2013  | Team Remco   | Gerard Ekdom       | 943.000 kijkers   |
|   |                  | Team Richard | Lieke van Lexmond  |                   |
| 3 | 19 januari 2013  | Team Remco   | Lauren Verster     | 998.000 kijkers   |
|   |                  | Team Richard | Tanja Jess         |                   |
| 4 | 26 januari 2013  | Team Remco   | Paulien Huizinga   | 823.000 kijkers   |
|   |                  | Team Richard | Yes-R              |                   |
| 5 | 2 februari 2013  | Team Remco   | Humberto Tan       | 762.000 kijkers   |
|   |                  | Team Richard | Karin Bloemen      |                   |
| 6 | 9 februari 2013  | Team Remco   | Anne-Marie Jung    | 742.000 kijkers   |
|   |                  | Team Richard | John Williams      |                   |
| 7 | 16 februari 2013 | Team Remco   | Victor Reinier     | 799.000 kijkers   |
|   |                  | Team Richard | Victoria Koblenko  |                   |
| 8 | 23 februari 2013 | Team Remco   | Loretta Schrijver  | 743.000 kijkers   |
|   |                  | Team Richard | Xander de Buisonjé |                   |

### Winnaars
- Aflevering 1: Team Remco
- Aflevering 2: Team Remco
- Aflevering 3: Team Richard
- Aflevering 4: Team Remco
- Aflevering 5: Team Richard
- Aflevering 6: Team Remco
- Aflevering 7: Team Remco
- Aflevering 8: Team Remco

Remco - Richard (6-2)